# 布里亞尼
48°40′19″N 29°29′7″E / 48.67194°N 29.48528°E
布里亞尼（烏克蘭語：Бур'яни），是烏克蘭的村落，位於該國西南部文尼察州，由海辛區負責管轄，面積0.68平方公里，海拔高度201米，2001年人口105，人口密度每平方公里153.96人。